# Andrzej Kaczmarow
Andrzej Kaczmarow (ur. 28 lipca 1938, zm. 15 lipca 2014 w Amiens) – polski koszykarz, związany z ŁKS Łódź.
Rozegrał ponad 100 meczów w polskiej ekstraklasie, zdobywając w niej średnią prawie 15 pkt/mecz.
Były mąż Anieli Majde-Kaczmarow, reprezentantki kraju.